# Cashel Blue
El Cashel Blue es un queso azul artesano, semicurado, con vetas azules y medianamente fuerte, con una textura cremosa. Fue el primer queso azul producido en Irlanda (en 1984) y uno de los pocos elaborados en este país. Bautizado en honor del Rock of Cashel, que domina los pastos cercanos a la quesería de la familia Grubb, tiene grandes manchas azules, producto de la acción del Penicillium roqueforti. Se elabora con leche de vaca sin pasteurizar, procedente mayoritariamente de vaca frisona de la quesería. Se emplea con frecuencia en cocina, ya que no es tan salado como otros quesos azules.
Recientemente los productores del Cashel Blue, Jane y Louis Grubb, han lanzado al mercado el Crozier Blue, hecho con leche de oveja.